# Eastpoint
Eastpoint ist ein census-designated place (CDP) im Franklin County im US-Bundesstaat Florida. Das U.S. Census Bureau hat bei der Volkszählung 2020 eine Einwohnerzahl von 2.614 ermittelt.

## Geographie
Eastpoint liegt rund 10 km östlich der Stadt Apalachicola, die über die John Gorrie Memorial Bridge auf der anderen Seite der Apalachicola Bay erreicht wird. Tallahassee liegt rund 100 km nordöstlich. Der CDP wird von den U.S. Highways 98 und 319 sowie der Florida State Road 65 durchquert.

## Demographische Daten
Laut der Volkszählung 2010 verteilten sich die damaligen 2337 Einwohner auf 1166 Haushalte. Die Bevölkerungsdichte lag bei 123 Einw./km². 96,9 % der Bevölkerung bezeichneten sich als Weiße, 0,1 % als Afroamerikaner und 0,7 % als Indianer. 0,5 % gaben die Angehörigkeit zu einer anderen Ethnie und 1,7 % zu mehreren Ethnien an. 1,7 % der Bevölkerung bestand aus Hispanics oder Latinos.
Im Jahr 2010 lebten in 35,4 % aller Haushalte Kinder unter 18 Jahren sowie 28,8 % aller Haushalte Personen mit mindestens 65 Jahren. 74,4 % der Haushalte waren Familienhaushalte (bestehend aus verheirateten Paaren mit oder ohne Nachkommen bzw. einem Elternteil mit Nachkomme). Die durchschnittliche Größe eines Haushalts lag bei 2,61 Personen und die durchschnittliche Familiengröße bei 2,94 Personen.
26,9 % der Bevölkerung waren jünger als 20 Jahre, 24,7 % waren 20 bis 39 Jahre alt, 27,1 % waren 40 bis 59 Jahre alt und 23,2 % waren mindestens 60 Jahre alt. Das mittlere Alter betrug 39 Jahre. 51,6 % der Bevölkerung waren männlich und 48,4 % weiblich.
Das durchschnittliche Jahreseinkommen lag bei 40.850 $, dabei lebten 19,7 % der Bevölkerung unter der Armutsgrenze.
Im Jahr 2000 war Englisch die Muttersprache von 98,46 % der Bevölkerung und spanisch sprachen 1,54 %.

## Sehenswürdigkeiten
Am 23. Januar 1975 wurde die Porter’s Bar Site in das National Register of Historic Places eingetragen.

## Bildung
Eastpoint liegt innerhalb des Franklin County School District. Das zentrale Schulgebäude des Countys ist die zwölf Jahrgänge umfassende Franklin County School befindet sich in Eastpoint.